# Adolf Zábranský
Adolf Zábranský (Rybí, 29 november 1909 - Praag, 9 augustus 1981) was een Tsjecho-Slowaaks kunstenaar en illustrator, die onder meer illustraties maakte voor kinderboeken van onder andere Petr Denk. Enkele van zijn tekeningen zijn ook in Nederlandstalige kinderboeken verwerkt, waaronder De kukelhaan van Paul Biegel.

## Biografie
Zábranský studeerde aan de School van Toegepaste Kunst in Praag (1929-1932) onder professor František Kysela en aan de Academie voor Schone Kunsten in Praag (1932-1935) onder Willi Nowak. Hij werd lid van SVU Mánesen de Unie van Tsjechoslowaakse Schone Kunstenaars. In de jaren 50 maakte hij een aantal grote werken tijdens de periode van het sociaal realisme. Zoals de grafische tekening in het Hrzánský-paleis in Praag met als thema Met de Sovjet-Unie voor eeuwige tijden of zijn tekening in de Ledeburg-tuinen met als thema ter nagedachtenis aan de bevrijding
Zábranský heeft zich ontwikkeld in het schilderen, ontwerpen van posters en ontwerpen van textiel designs. Het meest bekend was hij vanwege zijn diverse illustraties voor kinderboeken. Zo illustreerde hij boeken van schrijvers als Ivan Olbracht, Josef Štefan Kubín en František Hrubín. Maar dus ook boeken van Paul Biegel.
Zábranský was een van de leidende normalisatoren na de bezetting van 1968 in augustus. In 1970-1972 was hij voorzitter van de kunstraad van de minister van Cultuur en in 1971 kreeg hij de titel Nationale Kunstenaar (Národní umělec) in Tsjecho-Slowakije. Naast deze titel kreeg Zábranský in 1972, voor zijn oeuvre als illustrator van kinderboeken, de Hans Christian Andersenprijs en hiermee internationale erkenning voor zijn werk.